# Grünrücken-Nektarvogel
Der Grünrücken-Nektarvogel (Cinnyris jugularis) ist eine Vogelart aus der Familie der Nektarvögel (Nectariniidae). Er bewohnt große Teile Südostasiens und einige Regionen Australasiens und gilt als häufig und nicht gefährdet. Die auffällig gefärbten Vögel ernähren sich von Insekten und Blütennektar und sind oft auch in der Nähe menschlicher Siedlungen anzutreffen.

## Merkmale

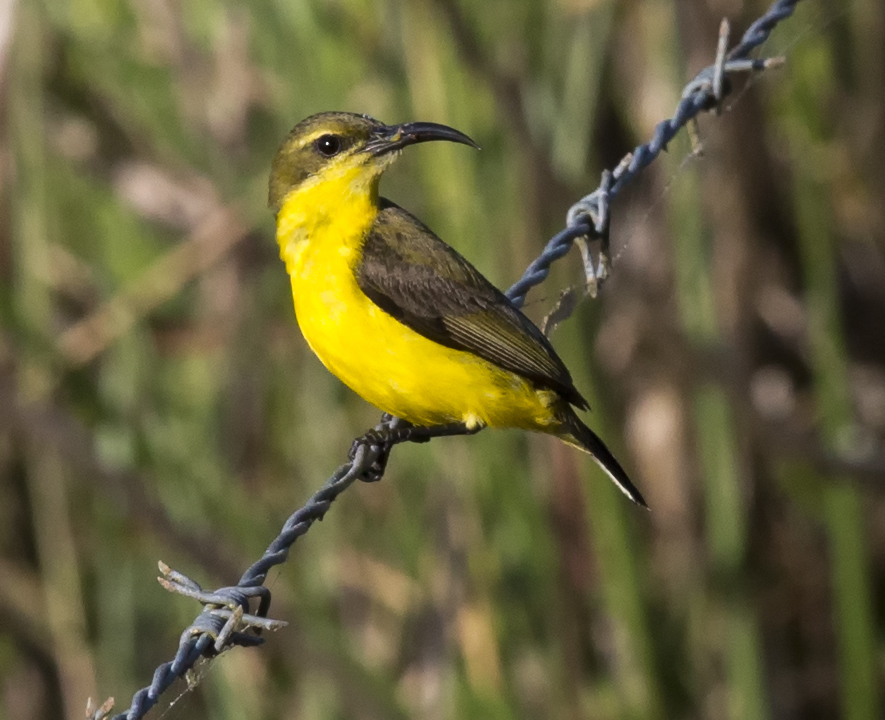
Weiblicher Grünrücken-Nektarvogel

Grünrücken-Nektarvögel sind eher kleine Vögel mit zierlichem Körperbau, deren hervorstechendstes Merkmal der lange und schmale, leicht nach unten gebogene Schnabel ist. Ausgewachsen erreichen sie Größen von etwa 10 bis 11,4 cm, Männchen sind mit circa 6,7 bis 11,9 g Gewicht im Schnitt etwas schwerer als ihre weiblichen Artgenossen, die zwischen 6 und 10 g schwer werden können. Bei der Gefiederfärbung zeigt sich ein deutlich erkennbarer Sexualdimorphismus. Männliche Vögel sind an der Oberseite vom Bürzel bis zum Hinterkopf variabel olivgrün bis olivbraun gefärbt. Diese Färbung findet sich auch an den Arm- und Handschwingen des Flügels wieder, während die Schwungfedern eher dunkelbraun bis schwärzlich sind und nur schmale olivgrüne oder -braune Spitzen und Säume aufweisen. An den Schultern besitzt das Männchen jeweils ein Büschel verlängerter, gelber Federn, die normalerweise unter dem Flügel verborgen sind. Sie sind jedoch aufstellbar und spielen eine wichtige Rolle bei der Balz. Die Steuerfedern sind schwarz mit breiten, weißen Spitzen. Brust und Kinn sind schwarz gefärbt, das bei entsprechendem Lichteinfall in auffälligem Dunkelblau irisiert. Je nach Individuum kann sich diese Färbung über die Zügel bis zur Stirn und als schmaler Überaugenstreif fortsetzen, während sich bei anderen Exemplaren hier die Färbung der übrigen Oberseite wiederfindet. Bauch und Seiten sind in kräftigem Gelb stark kontrastierend abgesetzt, das zu den Unterschwanzdecken und den Seiten zunehmend verwaschen und grünlich oder schwärzlich durchzogen wirkt. Bei manchen, aber nicht allen Vögeln ist die dunklere Brust außerdem durch ein haselnuss- oder kastanienbraunes Band von der übrigen Vorderseite abgegrenzt. Darüber hinaus werden immer wieder Männchen gesichtet, bei denen die schwarze Färbung an der Brust zu einem schmalen Streifen in der Brustmitte reduziert ist. Bislang ist noch unklar, ob es sich hierbei um ein Schlichtkleid handelt, in das die Männchen außerhalb der Brutzeit wechseln, oder ob sich diese Vögel noch in der Mauser zwischen dem letzten Jugendkleid und dem ersten adulten Gefieder befinden. Weibliche Vögel sind leicht an der fehlenden schwarzen Färbung im Brustbereich zu unterscheiden. Stattdessen setzt sich bei ihnen die gelbe Färbung der Vorderseite bis an das Kinn fort. Darüber hinaus findet sich bei ihnen ein heller, gelber bis weißlicher Überaugenstreif.

## Verbreitung

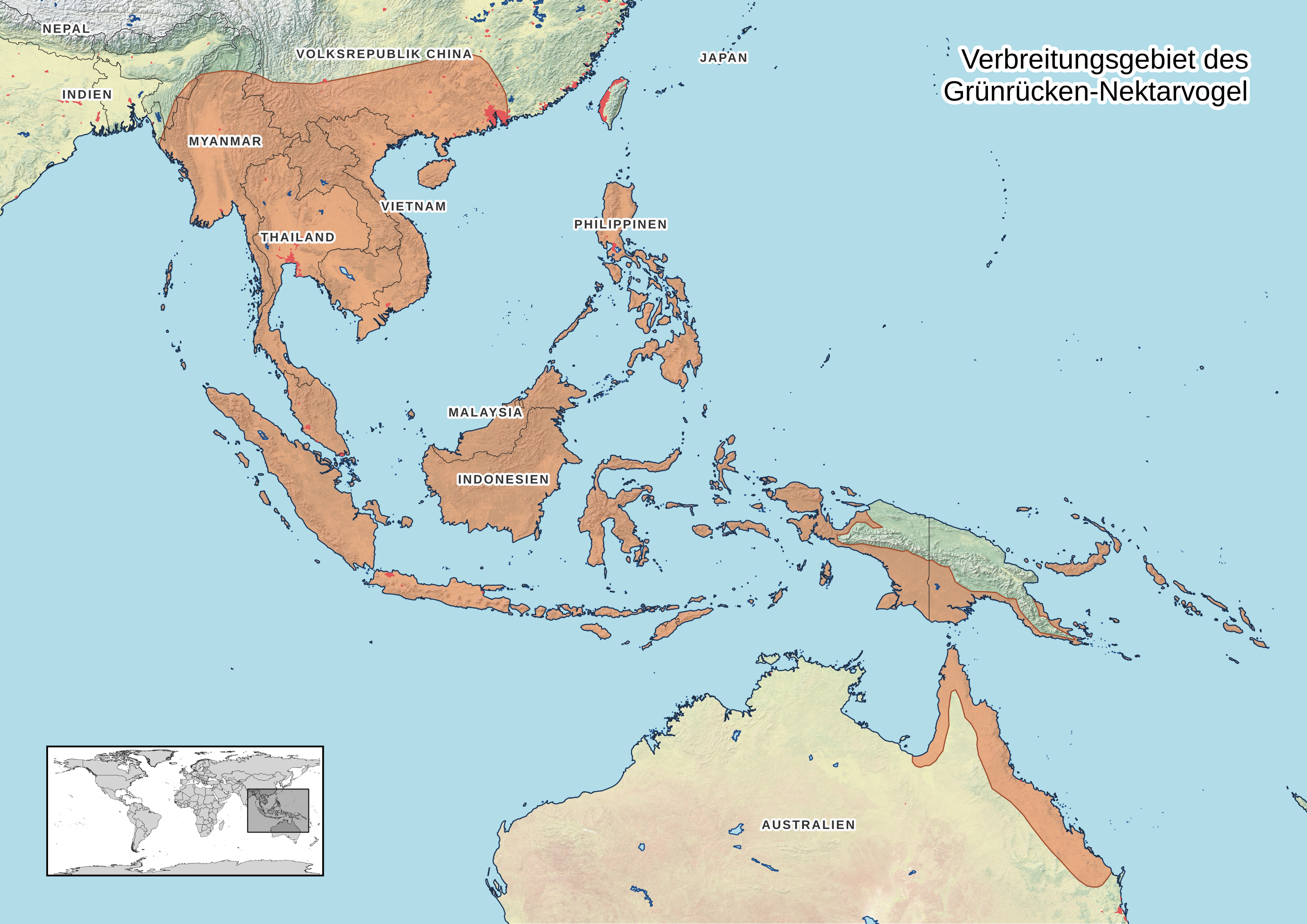
Verbreitungsgebiet des Grünrücken-Nektarvogels

Das Verbreitungsgebiet des Grünrücken-Nektarvogels schließt weite Teile des südostasiatischen Festlands zwischen Myanmar und dem Süden der Volksrepublik China ein. In Bangladesch gilt die Art darüber hinaus als seltene Ausnahmeerscheinung. Außerdem werden Hainan, die Inselgruppen der Andamanen und Nikobaren und fast der gesamte Malaiische Archipel mit Ausnahme Timors, Sumbas und der Tanimbarinseln besiedelt. Außerhalb Asiens existieren Populationen im Süden und Westen Neuguineas sowie in den Küstenregionen des australischen Bundesstaates Queensland und auf den südlicheren der vorgelagerten Torres-Strait-Inseln. Der Großteil der Art beteiligt sich nicht an den saisonalen Vogelzügen, lediglich aus Australien gibt es Berichte, dass die Vögel dort in den feuchteren Sommermonaten zahlreicher anzutreffen seien, als im Winter. Wo diese Exemplare die trockeneren Monate des Jahres verbringen ist allerdings bislang unbekannt.

## Habitat und Lebensweise
Die Art ist generell ein Tieflandbewohner, kann jedoch lokal auf bis zu 1700 m Höhe nachgewiesen werden. Bei der Wahl ihres Lebensraums sind die Vögel nicht wählerisch, neben primärem Regenwald, Mangroven, Eucalyptus- und Flusswäldern werden auch offenere Landschaftsformen wie etwa Buschland besiedelt. Darüber hinaus scheuen Grünrücken-Nektarvögel die Nähe zu menschlichen Ansiedlungen nicht und sind auch regelmäßig auf Monokultur-Plantagen, anderen landwirtschaftlich genutzten Flächen sowie in Parks und Gärten anzutreffen. Die Vögel leben meist entweder solitär oder in Paaren, schließen sich seltener aber auch kleineren Gruppen mit Artgenossen oder gemischten Schwärmen mit Brillenvögeln oder kleineren Honigfressern an. Mit letzteren stehen sie allerdings auch in direkter Nahrungskonkurrenz und können ihnen gegenüber recht streitlustig und aggressiv auftreten.

### Ernährung
Die Zusammensetzung der Nahrung ist recht flexibel, neben Blütennektar und kleinen Flüchten werden auch Insekten und andere Gliederfüßer erbeutet. Nektar wird im Rüttelflug über der Blüte schwebend mit der Zunge aufgenommen. Diese ist dafür speziell angepasst, sehr lang und schmal und an der Spitze bürstenartig aufgefranst. Zu den besuchten Pflanzen zählen unter anderem Papaya, Kokospalmen, Korallenbäume und Feigen. Auf ähnliche Weise werden auch in der Vegetation sitzende Insekten und Spinnen erbeutet, wobei letztere mit der Zunge direkt von ihren Netzen gegriffen werden. Bei der Jagd auf schwärmende Insekten sind die Vögel sehr aktiv und wirken fast rastlos. Diese werden entweder ebenfalls im Rüttelflug oder mit kurzen, pfeilartigen Flügen erbeutet.

### Fortpflanzung

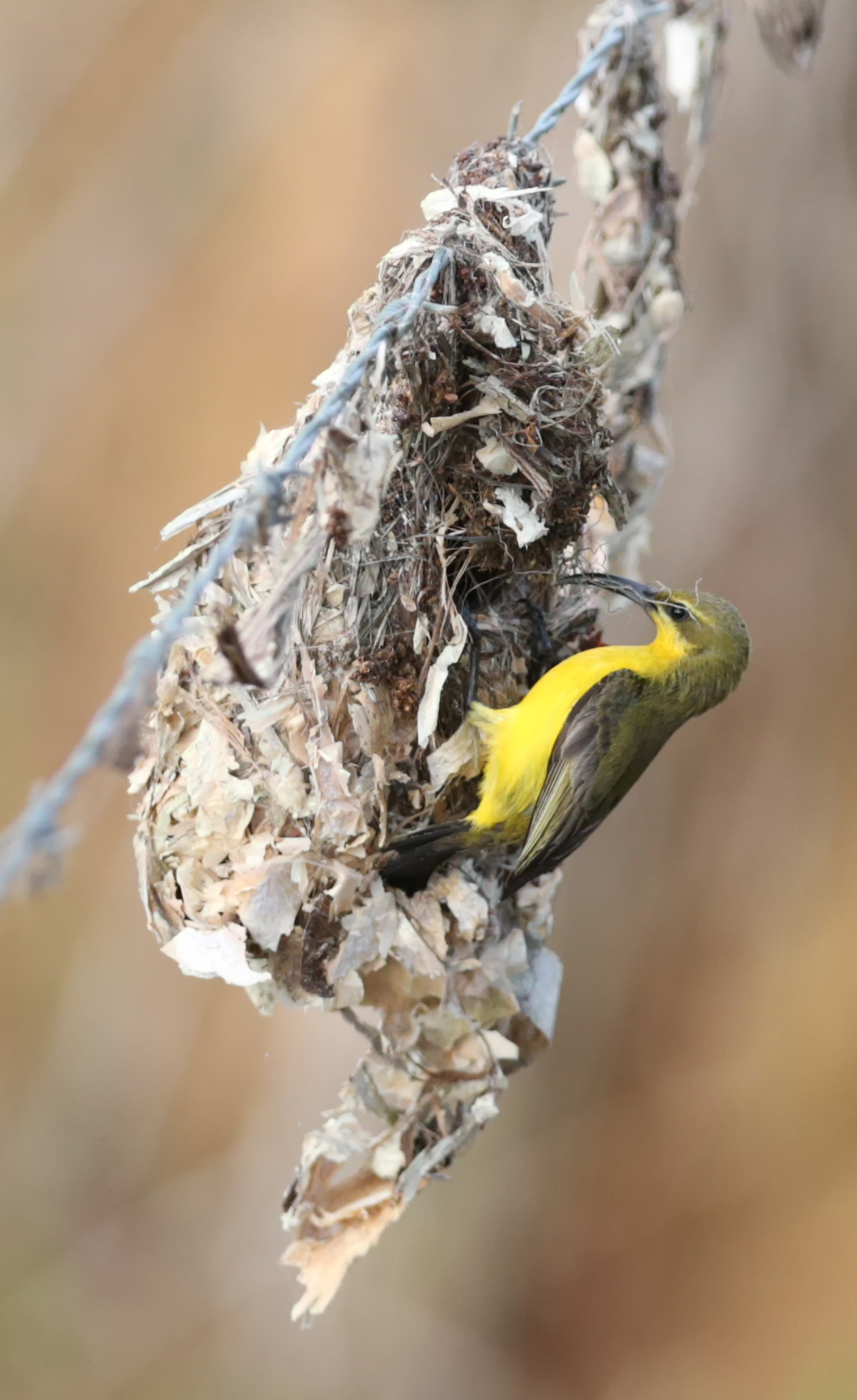
Weiblicher Grünrücken-Nektarvogel beim Nestbau

Die Brutzeit ist regional sehr unterschiedlich, fällt jedoch zumeist in Monate mit vergleichsweise wenig Regen. Erfolgreiche Paare brüten oft mehrmals in derselben Saison. Während der Balz nimmt das Männchen einen Platz leicht unterhalb der Warte des Weibchens ein, legt seinen Kopf weit in den Nacken und präsentiert ihr seine glänzende, schwarze Brust. Währenddessen stellt es die verlängerten Federn an der Schulter auf um möglichst breit zu erscheinen. Der Kopf wird von einer Seite zur anderen gewiegt. Begleitet wird die Balz von lautstarkem Gesang. Haben sich die Vögel zu Paaren zusammengefunden, übernimmt das Weibchen den Bau des Nests allein. Als Baumaterial werden unter anderem weiche Gräser, Rinde, Baumwolle, Blattfragmente und Spinnennetze verwendet. Diese werden zu einer ovalen Konstruktion mit seitlichem Eingang verwoben, an der Unterseite bildet herabhängendes Material eine Art „Bart“. Der Innenraum wird mit Federn oder Rinde ausgepolstert. Das fertige Nest ist zwischen 22 und 60 cm lang und wird etwa 0,3 bis 1,5 m – in Ausnahmefällen auch bis zu 10 m – über dem Boden hängend in einem Dornbusch oder an einem Palmwedel errichtet. In der Nähe menschlicher Ansiedlungen können auch Stacheldraht, Elektrokabel oder Hausdächer als Befestigungsort dienen. Nach der Fertigstellung legt das Weibchen in der Regel zwei, seltener auch ein oder drei Eier. Ihr Aussehen ist sehr variabel, häufig findet sich eine grünlich-braune oder blass gräuliche Grundfarbe, die Oberfläche ist mit dunkelbraunen Flecken und Tupfern gesprenkelt. Die Bebrütung übernimmt das Weibchen allein, während das Männchen die Umgebung gegen Eindringlinge verteidigt. Dennoch überlebt in der Regel nur ein einzelner Jungvogel pro erfolgreichem Nest. Hauptgrund dafür ist die Prädation durch Nesträuber wie Warane, Ratten und Erdhörnchen. Nach circa 13 bis 15 Tagen schlüpfen die Jungvögel, wobei andere Quellen etwas weitere Zeiträume zwischen 11 und 16 Tagen nennen. An der anschließenden Versorgung der Nestlinge beteiligt sich auch der männliche Altvogel, Beobachtungen ergaben jedoch, dass die Jungvögel drei Mal häufiger vom Weibchen gefüttert werden. Nach weiteren 13 bis 16 Tagen werden die Jungen flügge und verlassen den Nistplatz.

## Systematik
Eine erste Beschreibung des Grünrücken-Nektarvogels stammt von dem französischen Zoologen Mathurin-Jacques Brisson, veröffentlicht in seinem 1760 erschienenen Werk Ornithologia. Brisson vergab zwar neben französischen auch lateinische Namen für die von ihm beschriebenen Arten, letztere entsprechen jedoch nicht der akzeptierten binären Nomenklatur. Als offizieller Erstbeschreiber des Grünrücken-Nektarvogels gilt daher der schwedische Naturforscher Carl von Linné, der die von Brisson beschriebenen Arten in der 1766 erschienenen 12. Auflage seiner Systema Naturæ aufnahm. Brisson wie Linné nahmen zunächst an, einen Vertreter der Baumläufer (Certhiidae) vor sich zu haben, Brisson benannte die Art entsprechend Certhia Philippensis Minor, während Linné ihr das Binomen Certhia jugularis vergab. Das Artepitheton ist aus dem lateinischen entlehnt und bedeutet im medizinischen Gebrauch etwa „auf die Kehle bezogen“. Es nimmt Bezug auf die irisierende Färbung, die die Männchen in diesem Bereich aufweisen. Das Typusexemplar stammte von einem nicht näher dokumentierten Ort auf den Philippinen. Der Franzose Georges Cuvier beschrieb 1816 die neue Gattung Cinnyris, zu der in der Folge auch der Grünrücken-Nektarvogel gestellt wurde. Über eine mögliche Konspezifität mit nah verwandten Arten wie dem Sumba- (C. buettikoferi) und dem Sonnennektarvogel (C. solaris) wurde in der Vergangenheit ebenfalls spekuliert. Als wahrscheinlicher gilt in diesem Fall jedoch das Vorliegen einer gemeinsamen Superspezies.

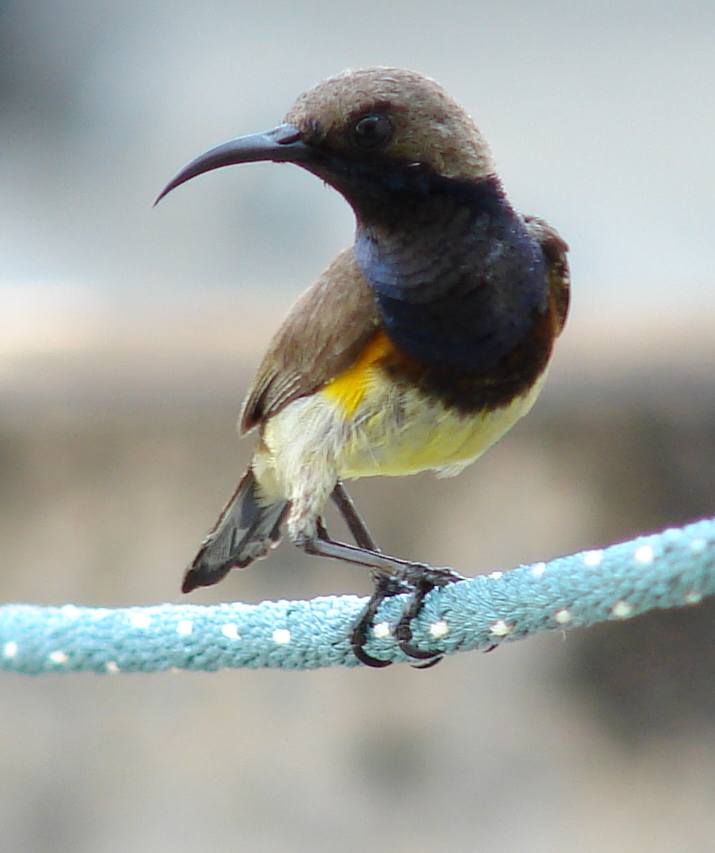
Männchen der Unterart C. j. flammaxillaris in Penang, Malaysia

Innerhalb der Art wurden in der Vergangenheit zahlreiche Unterarten beschrieben und teilweise wieder verworfen oder mit anderen Formen synonymisiert. Auch aktuell gehen Ornithologen noch davon aus, dass einige der bisherigen Unterarten vermutlich in den Artstatus erhoben werden müssten, während andere sich so sehr ähneln, dass sie entsprechend zusammengefasst werden sollten. Um die innere Systematik abschließend zu beurteilen, wären in der Zukunft weitere Studien nötig. Ein erster Schritt in diese Richtung ist die Abspaltung der im Norden Neuguineas lebenden Population als Cinnyris idenburgi, die unter anderem bereits von der IUCN anerkannt wird.
Folgt man dieser Trennung, verbleiben aktuell noch zwanzig Unterarten. Wichtigstes Unterscheidungsmerkmal aller Formen sind in der Regel mehr oder weniger offensichtliche Abweichungen bei der Gefiederfärbung der Männchen:

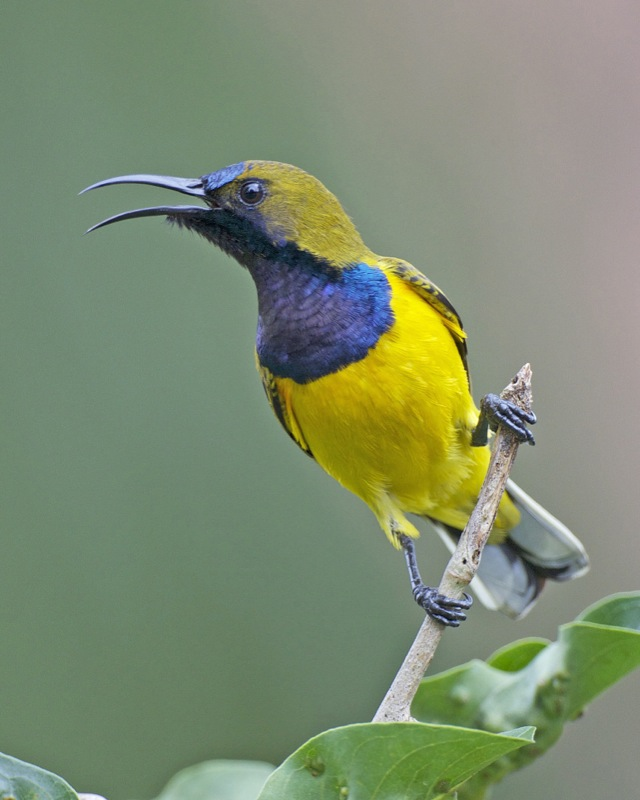
Männchen der Unterart C. j. ornatus in Singapur

- Cinnyris jugularis jugularis (Linnaeus, 1766) – Nominatform, ist auf den Philippinen mit Ausnahme des nördlichen Luzon und den westlichen und südwestlichen Inseln verbreitet.
- Cinnyris jugularis clementiae Lesson, 1827 – kommt auf den südlichen Molukken mit Ausnahme von Buru vor.
- Cinnyris jugularis ornatus Lesson, 1827 – kommt im zentralen und südlichen Teil der Malaiischen Halbinsel, auf Sumatra, auf Borneo, auf Java, auf Bali und dem größten Teil der Kleinen Sundainseln vor.
- Cinnyris jugularis flavigastra (Gould, 1843) – ist auf dem Bismarck-Archipel und den Salomon-Inseln verbreitet.
- Cinnyris jugularis frenatus (S. Müller, 1843) – kommt auf den nördlichen Molukken, auf Neuguinea außer im Norden und auf den Aru-Inseln und im Nordosten Australiens vor.
- Cinnyris jugularis flammaxillaris (Blyth, 1845) – kommt in Myanmar, Thailand, dem zentralen und südlichen Indochina und dem Norden der Malaiischen Halbinsel vor.
- Cinnyris jugularis rhizophorae (Swinhoe, 1869) – ist im Süden und Südosten Chinas, auf Hainan und im nördlichen Vietnam verbreitet.
- Cinnyris jugularis andamanicus (Hume, 1873) – kommt auf den Andamanen vor.
- Cinnyris jugularis aurora (Tweeddale, 1878) – ist in den westlichen Philippinen verbreitet.
- Cinnyris jugularis plateni (W. Blasius, 1885) – kommt auf Sulawesi und vielen der angrenzenden Inseln vor.
- Cinnyris jugularis teysmanni Büttikofer, 1893 – ist auf den Inseln der Floressee verbreitet.
- Cinnyris jugularis obscurior Ogilvie-Grant, 1894 – kommt im Norden Luzons vor.
- Cinnyris jugularis klossi (Richmond, 1902) – kommt auf den zentralen und südlichen Nikobaren vor.
- Cinnyris jugularis infrenatus Hartert, 1903 – kommt auf Tukang Besi und anderen Inseln südöstlich von Sulawesi vor.
- Cinnyris jugularis woodi (Mearns, 1909) – ist auf dem Sulu-Archipel verbreitet.
- Cinnyris jugularis buruensis Hartert, 1910 – ist auf Buru verbreitet.
- Cinnyris jugularis polyclystus Oberholser, 1912 – kommt auf Enggano vor.
- Cinnyris jugularis keiensis Stresemann, 1913 – ist auf den Kei-Inseln verbreitet.
- Cinnyris jugularis proselius Oberholser, 1923 – ist auf den nördlichen Nikobaren verbreitet.
- Cinnyris jugularis robustirostris (Mees, 1964) – kommt auf den Banggai- und den Sula-Inseln vor.

## Gefährdung
Der Grünrücken-Nektarvogel gilt allgemein als häufiger Vogel, die Bestände scheinen sich stabil zu entwickeln. Das Verbreitungsgebiet umfasst darüber hinaus mehrere große Naturschutzgebiete und Nationalparks. In einigen Regionen scheint die Art außerdem neue Lebensräume zu erschließen, wie etwa der Versuch der Neubesiedelung von Booby Island in der westlichen Torres-Straße zeigt. Auch von den Salomonen-Inseln gibt es Berichte von Grünrücken-Nektarvögeln auf Inseln, auf denen sie bisher nicht nachgewiesen werden konnten. Die IUCN stuft die Art folglich mit Stand 2016 auf der niedrigsten Gefährdungsstufe least concern („nicht gefährdet“) ein.